# Дело Тельмы Джордон
«Дело Тельмы Джордон» (англ. The File on Thelma Jordon) — последний фильм-нуар Роберта Сиодмака, вышедший на экраны кинотеатров США в январе 1950 года. Роль «роковой женщины» Тельмы Джордон в фильме исполнила «королева нуара» Барбара Стэнвик.

## Сюжет
Клив Маршалл работает помощником окружного прокурора в небольшом городе. У него есть любимая жена и дети, однако Клив всё чаще прикладывается к бутылке, ибо над его семейной жизнью нависает могучая фигура тестя — судьи в отставке. Однажды поздно вечером в его кабинет входит обаятельная женщина по имени Тельма Джордон. Она сообщает, что в дом её богатой тётушки несколько раз пытались забраться воры, и просит помощи. Клив не может побороть своё влечение к загадочной Тельме и тайно от всех начинает с ней встречаться. Его не останавливает даже признание Тельмы о том, что у неё есть муж, вращающийся в сомнительных кругах. В ночь, когда Клив и Тельма планируют уехать из города, случается непредвиденное. Богатую тётушку находят убитой в её особняке. Полиция подозревает Тельму как наследницу, она попадает за решётку и ей грозит смертная казнь. Окружной прокурор убеждён, что убийство раскрыто и Тельма Джордон вскоре окажется на электрическом стуле. Поддерживать обвинение в суде он поручает Кливу Маршаллу…

## В ролях
- Барбара Стэнвик — Тельма Джордон
- Уэнделл Кори — Клив Маршалл
- Пол Келли — Майлс Скотт
- Джоан Тетцел — Памела Маршалл
- Стэнли Риджес — Кингсли Уиллс
- Ричард Робер — Тони Ларедо
- Гертруда Хоффманн — тётя Вера Эдвардс
- Бэзил Руисдейл — судья Джонатан Дэвид Хэнкок
- Барри Келли — окружной прокурор Мелвин Пирс
- Гарри Энтрим — Сидни
- Джейн Новак — миссис Блэкуэлл

В титрах не указаны
- Кеннет Тоби — полицейский фотограф
- Ник Крават — репортёр
- Гертруда Астор — присяжная

## Особенности
«Дело Тельмы Джордон» выделяется среди нуаров психологической усложнённостью и жанровым своеобразием. Фильм начинается практически как комедия, затем сворачивает в сторону мелодрамы, эпизоды интенсивного саспенса (сцена убийства и последующие) сменяются судебной драмой. Говоря о Стэнвик, режиссёр отмечал «кошачье изящество этой хищницы в юбке». В отличие от более известных ролей в фильмах «Двойная страховка» и «Странная любовь Марты Айверс», героиня Стэнвик — не одномерная злодейка. В конце фильма Тельма отмечает собственную двойственность: в ней постоянно борются светлая и тёмная стороны, которым соответствуют двое мужчин в её жизни.
Клив Маршалл, которого сыграл Уэнделл Кори, тоже не опереточный злодей и не рыцарь без страха и упрёка. В начале фильма он спивается из-за задавленности повседневной рутиной; кроме того, его угнетает кастрирующая фигура властного и успешного тестя, который постоянно вторгается в его семейную жизнь. Встреча с самостоятельной, привлекательной и решительной Тельмой обещает ему свободу и острые эмоциональные переживания. Яркая женщина затягивает его всё глубже в пучину порока (начиная с «решения» её проблемы со штрафом за незаконную парковку), что фактически ставит крест на его карьере в правоохранительных органах.
К слабым сторонам фильма можно отнести его натянутую концовку, которая была продиктована требованием голливудской системы ни в коем случае не оставлять убийц безнаказанными. Несмотря на сюжетные переклички, финал фильма не столь «черен», как в «Двойной страховке»: персонаж Кори не только выбирается из пучины роковой страсти на поверхность, но и становится более самостоятельным, избавившись от опеки ненавистного тестя, которому был обязан всем в жизни до знакомства с Тельмой Джордон.

## Критика
Variety похвалил фильм, написав: «Дело Тельмы Джордон разворачивается как интересная, женственная мелодрама, рассказанная с большим сдержанным волнением. Сценарий из рассказа Марти Холланда очень откровенен, вплоть до надуманного заключения, и даже это доводится до ума, из-за симпатии, развившейся к заблуждающемуся и неправильно использованному персонажу, которого сыграл Уэнделл Кори».
Time Out дал фильму 5 звезд из 5, сравнивая его с классическим фильмом-нуар «Двойная страховка», в котором также играет Стэнвик. Radio Times также хвалит режиссуру и игру Кори, роль «несчастного помощника окружного прокурора, которого Уэнделл Кори сыграл до безупречного совершенства», и пишет о Стэнвике: «В этих триллерах Стэнвик имеет потрясающее и смертоносное очарование».